# Schwarzbrustnonne
Die Schwarzbrustnonne (Lonchura teerinki), auch Schwarzbrust-Schilffink genannt, ist eine Art aus der Familie der Prachtfinken. Es werden zwei Unterarten unterschieden.

## Beschreibung
Schwarzbrustnonnen erreichen eine Körperlänge von elf Zentimeter. Sie weisen keinen ausgeprägten Sexualdimorphismus auf. Beide Geschlechter haben eine schwarze Stirn. Auch die Zügel, die Augenumgebung sowie die Kopfseiten, die Kehle und die Vorderbrust sind schwarz. Der Scheitel sowie der Hinterhals sind schwarzbraun, der Rücken und die Flügel dagegen rötlich braun. Der hintere Bürzel, die Oberschwanzdecken und die mittleren Schwanzfedern sind strohgelb. Die übrigen Schwanzfedern sind schwärzlich mit einem schmalen gelben Außensaum. Die Unterschwanzdecken sowie die Schenkel sind schwarz. Die übrige Körperunterseite ist weiß und weist an den Körperseiten eine grobe schwarze bis schwarzbraune Fleckung auf. Der große kräftige Schnabel ist bleigrau.
Jungvögel sind auf der Körperoberseite dunkelbraun. Der Bürzel und die Säume der Schwanzfedern sind heller. Die Kehle ist fahl rostfarben. Die Körperunterseite ist weißlich mit hellbraunen Körperseiten.

## Verbreitung und Lebensweise
Das Verbreitungsgebiet der Schwarzbrustnonne ist klein. Sie kommt nur im Bergland im Westen Neuguineas vor. Sie bewohnt dort das Grasland in Höhenlagen zwischen 1600 und 2300 Meter über NN. Besonders häufig ist sie in Sekundärwuchs zu sehen, beispielsweise in verwilderten Gärten. Sie hat sich auch menschlichen Siedlungsraum erschlossen und ist in Siedlungen gelegentlich zu beobachten. In ihrem Verbreitungsgebiet ist die Schwarzbrustnonne zunehmend der Konkurrenz anderer Prachtfinkenarten ausgesetzt. Dickschnabelnonne, Graukopfnonne, Prachtnonne, Braunbrustnonne, Höhennonne und das Trauerbronzemännchen dringen zunehmend als Kulturfolger in diese Region vor.
Über ihre Lebensweise im Freiland ist nur sehr wenig bekannt. Brutbereite Vögel der Nominatform Lonchura melaena melaena wurden im März und im August beobachtet. Ins Alterskleid mausernde Jungvögel der Unterart Lonchura melaena mariae wurden im August gesehen.

## Haltung
Die Schwarzbrustnonne wurde erstmals 1987 in die Schweiz importiert. Wenige Monate später wurden aus Indonesien auch eine größere Anzahl an Schwarzbrustnonnen nach Holland, Deutschland und Belgien importiert. Obwohl die Zucht als nicht sehr schwierig gilt, wird sie nur von einer sehr geringen Zahl an Haltern nachgezogen. 1995 waren es in Deutschland 39 Jungvögel von sechs Paaren und 1998 lediglich drei Jungvögel von einem Zuchtpaar.